# .408 Cheyenne Tactical
.408 Cheyenne Tactical (.408 Chey Tac, 10,3×77 мм) — специализированный снайперский боеприпас для стрельбы на большие дистанции.
Патрон создан с целью вести высокоточную снайперскую стрельбу на дистанции до 3500 м. Патрон .408 Cheyenne Tactical занимает промежуточное положение между .338 Lapua Magnum и .50 BMG. Патроны .408 Cheyenne Tactical производятся и продаются фирмой CheyTac Associates. Давление в канале ствола при выстреле этим патроном достигает 440 МПа.

## История
Патрон .408 Cheyenne Tactical был создан Cheyenne Tactical и Tactical High Energy Impact Systems (THEIS) под руководством доктора Джона Тейлора (англ. John Taylor) и при участии Уильяма О. Уордмана (англ. William O. Wordman) в 2001 году. С самого начала новый патрон разрабатывался в рамках программы перспективного снайперского оружия XXI века, целью которой являлось создать высокоточный и эффективный патрон, который бы превосходил по эффективности точного огня все существующие боеприпасы в том числе и .50 BMG.

## Типы пуль
Ранее ассортимент патрона был представлен одним типом пуль — Solid. С недавнего времени начался выпуск экспансивных типов пуль.
- Solid — так называемая «точёнка», полностью изготовлена из медного сплава, что улучшает внешнюю баллистику пули. При попадании в цель имеет те же свойства, что и обычные оболочечные пули (FMJ).
- HPBT[1] — экспансивная пуля (с полостью в носике пули и скошенной задней частью).

Масса пуль от 305 до 419 гран. В граммах — от 19 до 27 г. Масса экспансивных пуль — от 390 до 415 гран.

## Применение
Патрон .408 Cheyenne Tactical используется как в военных снайперских винтовках, так и в качестве охотничьего, например в горах и на больших дистанциях. Большого распространения на сегодняшний день не получил, и винтовки под этот патрон выпускаются всего в нескольких странах, например в США, Германии, России (винтовка СВЛ выпускалась до 2011 г. частной оружейной фирмой «Царь-пушка», сейчас модернизированная винтовка СВЛК-14С выпускается этой же фирмой, сменившей название на «LobaevArms» (ООО «КБ Интегрированных Систем»)). Патрон может применяется на дистанциях до 3500 м. Как показала практика, патрон не обеспечивает ту кучность, которая заявлялась при продвижении патрона на рынок (0,3—0,5 MOA) и реально составляет около 1 MOA. Прицельный снайперский огонь по ростовой мишени патроном .408 Cheyenne Tactical может вестись на дальности до 3000 метров (практическую дальность ограничивают возможности прицелов). Максимальная дальность применения патрона — 3500 м по крупным целям.

## Боевые качества патрона
Патрон отличается высокой точностью и кучностью стрельбы. На дальностях свыше 700 метров энергия пули калибра .408 выше, чем энергия пули .50 BMG на той же дальности, при этом благодаря специальной форме и конструкции пули она имеет весьма большой баллистический коэффициент, и сохраняет сверхзвуковую скорость на дистанции свыше 2000 метров, при том, что сам патрон .408 на 30 % легче .50 BMG и создаёт меньшую отдачу.
Пуля патрона .408 Cheyenne Tactical способна пробивать любые средства индивидуальной защиты. Также может использоваться против техники как крупнокалиберные снайперские винтовки.

## Оружие, использующее патрон
- CheyTac M200
- E.D.M. Arms XM04[2]
- PGWDTI Timberwolf .408 Chey Tac и .416 PGW — Prairie Gun Works Defence Technologies Inc.[3]
- Lawton Machine LLC. (Lawton Rifle Barrels)[4]
- Grande Armeria Camuna precision rifles[5]
- RND Manufacturing, Inc.[6]
- THOR XM408
- Vigilance Rifles VR1[7]
- СВЛК-14С «Сумрак»
- DXL-4 «Севастополь»
- VOERE X3[8] (VOERE Präzisionstechnik GmbH, Австрия)
- CDX-40 SHADOW